# Xian de Pingtan
Le xian de Pingtan (chinois : 平潭县 ; pinyin : píngtán xiàn, en Foochow romanisé : Bìng-tàng) est un district administratif de la province du Fujian en Chine. Il est placé sous la juridiction de la ville-préfecture de Fuzhou.

## Démographie
La population du district était de 382 624 habitants en 1999.